# Forteresse d'an-Nekhl
 (février 2025).
La forteresse d'an-Nekhl (arabe : قلعة النخل) est un ksar égyptien situé dans le Sinaï-Nord dans ville d'an-Nakhl. Cette forteresse était une étape importante de la route vers le Hedjaz dans le cadre du hajj. Les restes de l'ancienne structure figurent sur la liste indicative patrimoine mondial de l'UNESCO proposée par l'Égypte depuis 2003.

## Situation
La forteresse est située au sud de la localité moderne d'an-Nakhl située au centre de la péninsule du Sinaï à mi-chemin sur la route liant la ville de Suez au golfe d'Aqaba (et donc vers la péninsule arabique). La région où se situe la forteresse est donc la région montagneuse et aride du Sinai.

## Histoire
Le site d'an-Nakhl a longtemps été une étape de passage entre l'Égypte et l'Arabie. La forteresse était l'une des étapes fortifiées les plus importantes pour les pèlerins qui partaient du Caire (l'une des deux routes du hajj de l'époque, l'autre partant de Damas), empruntée au moins depuis le règne du sultan Baybars au XIIIe siècle. La forteresse que l'on connaît a été aménagée sous les ordres du sultan Mamelouk Al-Malik al-Ashraf Nasir Qansuwa al-Ghuri entre 1506 et 1516. La forteresse comportait alors tout ce dont avaient besoin les pèlerins : des puits d'eau, des caravansérails (lieux où les caravanes peuvent se reposer) mais aussi la protection nécessaire aux pèlerins). L'entretien de telles étapes fortifiées du pèlerinage relevait du rôle revendiqué par les sultans Mamelouks d'Égypte de défenseurs de la foi et de protecteurs du hajj et des Lieux Saints de l'islam.
La forteresse a été rénovée par les pouvoirs ottomans en 1705 également dans une politique d'entretien des routes du hajj. C'est cette forteresse qui nous est connue aujourd'hui.
Au début du XXe siècle un explorateur nous apprends que le fort est situé sur une terre complètement aride et comprends une garnison de 10 hommes et d'un officier et que le fort est entouré d'un village de quelques dizaines d'habitants.

## Architecture
La forteresse est carrée avec des murailles de 28 mètres de long chacune, la cour intérieure abritait des logements pour les gardes et les pèlerins. Une tour de garde renforcée est située au centre de la muraille nord ainsi que dans les angles de la forteresse.